# 皇家雪兰莪俱乐部

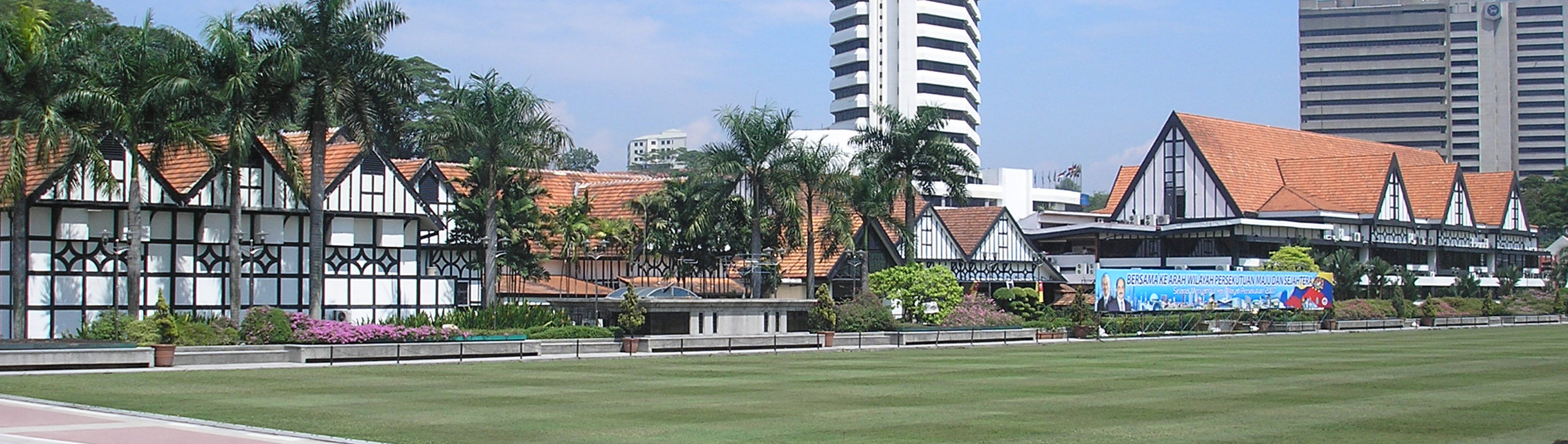
皇家雪兰莪俱乐部

皇家雪兰莪俱乐部（英语：Royal Selangor Club）位于马来西亚首都吉隆坡的独立广场，至今仍是社会精英聚会地点。

## 历史
1884年由英国殖民者建立，此处举行国际板球比赛。